# 马来西亚印裔穆斯林大会
马来西亚印裔穆斯林大会（缩写：KIMMA，简称印穆党）是马来西亚一个代表印裔穆斯林权益的政党。

## 历史

### 成立
1976年10月24日，为寻求代表印裔穆斯林权益，马来西亚印裔穆斯林大会从马来西亚印度国民大会党分裂出来，正式成立。该党党员大部分是印裔穆斯林。该党于1978年和1998年两次被被吊销注册，但最终还是复活了。

### 议员
党主席赛依布拉欣自2011年至2017年受委上议员。

### 第15届全国大选
2022年10月14日，党主席赛依布拉欣宣布国阵领导层已同意该党上阵1席“安全区”。他表示该党作为巫统准成员13年来对国阵的忠心得到认同，对此感到高兴。他形容这一席是对该党的“奖励”。
该党在2022年柔佛州选举中继续支持巫统和国阵。
2022年11月1日，国阵兼巫统主席宣布阿末扎希赛依布拉欣将上阵蒲种国会议席。但最终输给了希望联盟候选人。

## 政治联盟
1990年至1996年间，该党是反对党联盟穆斯林团结阵线的成员党。该党自1984年起就寻求加入执政的国民阵线，但一直遭到国阵成员党国大党的反对。该党多年来一直申请加入国阵，直到2023年该党宣布由于一直被拒绝，该党将不再寻求加入国阵。该党被形容为“国阵之友”，并拥有巫统准会员资格，巫统给予该党在巫统大会和分部会议上的观察员资格。

## 大选成绩
| 选举 | 赢得席位 | 竞选席位 | 总得票数 | 得票率 | 选举结果           | 选举领袖   |
| ---- | -------- | -------- | -------- | ------ | ------------------ | ---------- |
| 2022 | 0 / 222  | 1        | 21,468   | 0.14%  | 无代表（国阵之友） | 赛依布拉欣 |